# Xenogliocladiopsis eucalyptorum
Xenogliocladiopsis eucalyptorum är en svampart som beskrevs av Crous & W.B. Kendr. 1994. Xenogliocladiopsis eucalyptorum ingår i släktet Xenogliocladiopsis och familjen Microthyriaceae.   Inga underarter finns listade i Catalogue of Life.